# Walter Lutze
Gustav Adolf Walter Lutze (* 22. August 1891 in Wittenberg; † 23. November 1980 in Berlin-Charlottenburg) war ein deutscher Dirigent und Komponist.

## Leben
Walter Lutze war der Sohn des Justizobersekretärs Johann Friedrich Lutze (* 1861 Salzbrunn; † 1947 Halle) und der Marie Lutze, geb. Schloßhauer (* 1866 Luckenwalde; † 1947 Halle). Nach dem Besuch der Latina in Halle erhielt er seine Ausbildung am dortigen „Riemann-Konservatorium“ bei Curt Compes de la Porte. Von 1911 bis 1914 war er als Korrepetitor und Zweiter Kapellmeister am Bremer Stadttheater tätig. Nach der Teilnahme am Ersten Weltkrieg von 1914 bis 1916 arbeite er bis 1920 als Erster Kapellmeister am Stadttheater Bremerhaven. Von 1920 bis 1935 war er als Erster  Kapellmeister am Mecklenburgischen Staatstheater Schwerin engagiert, zusätzlich leitete er die dortigen volkstümlichen Sinfoniekonzerte.
Zum 1. Juni 1932 trat er sowohl in die NSDAP (Mitgliedsnummer 1.181.594) als auch in die NSBO ein. Von 1934 bis 1935 war er Vertrauensmann der Reichsmusikkammer für den „Gau Mecklenburg“, anschließend bis 1937 ehrenamtlicher Landesleiter der Reichsmusikkammer des „Gaues XVI Mecklenburg“. Von 1935 bis 1944 war er als Dirigent am Deutschen Opernhaus in Berlin engagiert, nicht zuletzt, weil ihn der Intendant Wilhelm Rode für eines Verwandten des SA-Stabschefs Viktor Lutze hielt. Am 20. April 1938 wurde Lutze von Adolf Hitler zum Staatskapellmeister ernannt. Am 10. September 1943 erhielt er die Kündigung wegen mangelnder künstlerischer Leistung. Trotzdem wurde er anlässlich der Schließung der Theater 1944 als Kapellmeister eines Kammeropernensembles zur Truppenbetreuung uk. gestellt, aber nicht in die Gottbegnadeten-Listen aufgenommen.
Von 1937 bis 1943 und noch einmal 1951/52 machte Lutze zahlreiche Schallplattenaufnahmen für die Telefunkenplatte. Hier dirigierte er meist Werke der leichten Klassik oder begleitete Sänger wie Peter Anders, Anton Dermota, Tiana Lemnitz oder Karl Schmitt-Walter.
Für die Reichs-Rundfunk-Gesellschaft spielte Lutze am 6. April 1943 das Rondo der 1. Orchesterserenade op. 11 von Johannes Brahms mit dem Großen Berliner Rundfunkorchester in Stereophonie ein. Es war die erste Stereoaufnahme der Musikgeschichte. Neben anderen Tonbändern wurde auch diese Aufnahme aus dem Berliner Rundfunkarchiv  nach dem Zweiten Weltkrieg von der Roten Armee beschlagnahmt und nach Moskau mitgenommen. Im Rahmen von Gorbatschows Perestroika wurde sie ans Archiv des Sender Freies Berlin zurückgegeben.
In der Nachkriegszeit war Lutze 1948 und von 1950 bis 1954 als Gastdirigent an der Berliner Staatsoper Unter den Linden tätig, von 1951 bis 1953 war er Generalmusikdirektor am Landestheater Dessau. Nach einer kurzen Tätigkeit als Kapellmeister im Opernstudio Berlin (1956) war er ab 1957 im Ruhestand.
Lutze lebte zuletzt im Berliner Ortsteil Westend, wo er 1980 im Alter von 89 Jahren im damaligen St.-Hildegard-Krankenhaus verstarb.
Neben seiner Arbeit als Kapellmeister war Lutze auch kompositorisch tätig. Zu seinen Werken gehören die Oper Das Märchen von der Liebe (Uraufführung 1922 Schwerin), eine Sinfonie in g-Moll (1913), Kammermusik, Klavierstücke, Chöre und Lieder.